# Sergio Barrera
Sergio Barrera es un exjugador de tenis argentino nacido el 20 de junio de 1986 en la ciudad de Bell Ville, Córdoba. Comenzó a jugar al tenis con el profesor José Luis Jaite y, en su momento, fue considerado una de la máximas promesas del tenis argentino.

## Carrera
En el 2003 jugó su primer torneo Future en Mar del Plata donde resultó finalista. Despegó en el 2004 cuando empezó la temporada muy atrás en el ranking y terminó entre los 10 mejores (ranking juniors).
Se adjudicó tres torneos Future y comenzó a participar en torneos Challengers, llegando a la final en Río de Janeiro. A mediado de 2004 recibió una dura sanción por parte de la ATP, por lo que decidió retirarse temporalmente del tenis.
Actualmente se encuentra cursando la carrera de Abogacía en la ciudad de Córdoba, Argentina.

## Torneos Challenger (0)

### Individuales

#### Finalista (1)
| N.º | Fecha                | Torneo         | Superficie | Finalista   | Resultado           |
| --- | -------------------- | -------------- | ---------- | ----------- | ------------------- |
| 1.  | 8 de febrero de 2004 | Río de Janeiro | Moqueta    | Juan Mónaco | 4-6 7-6 6-4 6-7 7-9 |

## Torneos Future (3)

### Individuales

#### Títulos
| N.º | Fecha                   | Torneo     | Superficie    | Finalista        | Resultado   |
| --- | ----------------------- | ---------- | ------------- | ---------------- | ----------- |
| 1.  | 28 de diciembre de 2003 | Montevideo | Tierra batida | Pablo Moraru     | 6-3 7-6     |
| 2.  | 18 de enero de 2004     | Curitiba   | Moqueta       | Werner Marach    | 2-6 7-6 6-0 |
| 3.  | 26 de enero de 2004     | Goiânia    | Moqueta       | Ricardo do Valle | 6-4 6-4     |

- Datos: Q6125337